# Botryodiplodia manihoticola
Botryodiplodia manihoticola är en svampart som beskrevs av Petr. 1926. Botryodiplodia manihoticola ingår i släktet Botryodiplodia, ordningen Diaporthales, klassen Sordariomycetes, divisionen sporsäcksvampar och riket svampar.   Inga underarter finns listade i Catalogue of Life.